# Kenneth Gainwell
Kenneth „Kenny“ Gainwell (geboren am 14. März 1999 in Yazoo City, Mississippi) ist ein US-amerikanischer American-Football-Spieler auf der Position des Runningbacks. Er spielte College Football für die University of Memphis und steht seit 2025 in der National Football League (NFL) bei den Pittsburgh Steelers unter Vertrag. Mit den Philadelphia Eagles gewann Gainwell den Super Bowl LIX.

## College
Gainwell besuchte die Yazoo County High School und spielte dort Football als Quarterback. Ab 2018 ging er auf die University of Memphis, um College Football als Runningback für die Memphis Tigers zu spielen. In der Saison 2018 kam Gainwell in vier Partien zum Einsatz, erlief dabei 91 Yards sowie einen Touchdown und fing sechs Pässe für 52 Yards, bevor er sich für ein Jahr als Redshirt entschied.
Nach den Abgängen von Darrell Henderson und Tony Pollard in die NFL übernahm Gainwell 2019 die Rolle als Starter im Backfield der Tigers. Zudem verletzte sich mit Patrick Taylor Jr. der einzige verbliebene Runningback mit nennenswerter Erfahrung. Gainwell bestritt alle 14 Spiele der Memphis Tigers als Starter und erlief bei 231 Versuchen 1459 Yards und 13 Touchdowns. Zudem fing er 51 Pässe für 610 Yards Raumgewinn und drei Touchdowns. Mit insgesamt 2069 Yards Raumgewinn war er der erfolgreichste Freshman in der NCAA Division I Football Bowl Subdivision (FBS). Gainwell wurde in das All-Star-Team der American Athletic Conference (AAC) und zum AAC Rookie of the Year gewählt.
Wegen der COVID-19-Pandemie entschloss Gainwell sich dazu, in der Saison 2020 nicht zu spielen. Zuvor waren vier seiner Familienmitglieder an COVID-19 verstorben. Im Januar 2021 gab Gainwell seine Anmeldung für den kommenden NFL Draft bekannt.

## NFL
Gainwell wurde im NFL Draft 2021 in der fünften Runde an 150. Stelle von den Philadelphia Eagles ausgewählt. Er ging als zweiter Runningback hinter Starter Miles Sanders in seine Rookiesaison und wurde vor allem als Ergänzungsspieler im Passspiel sowie in der red zone als Läufer eingesetzt. Am letzten Spieltag der Regular Season wurde Gainwell gegen die Dallas Cowboys erstmals als Starter eingesetzt, da Sanders verletzungsbedingt fehlte und mit Jordan Howard und Boston Scott die beiden anderen Alternativen wegen positiver COVID-19-Tests ausfielen. Gainwell erzielte bei 12 Läufen 78 Yards Raumgewinn und einen Touchdown, zudem fing er vier Pässe für neun Yards. Auch in der Saison 2022 behielt Gainwell diese Rolle als Ergänzungsspieler und wurde vorwiegend bei Third Downs eingesetzt. In den Play-offs gelang ihm beim 38:7-Sieg gegen die New York Giants sein erstes Spiel mit über 100 erlaufenen Yards, er absolvierte zwölf Läufe für 112 Yards und einen Touchdown. In seinem dritten Jahr in der NFL war Gainwell hinter dem neu verpflichteten D’Andre Swift weiter der Nummer-zwei-Runningback der Eagles und verzeichnete insgesamt 547 Yards Raumgewinn. In der Saison 2024 blieb Gainwell weiterhin die Nummer zwei im Backfield der Eagles, hinter Saquon Barkley. Er erlief 290 Yards und einen Touchdown und fing 16 Pässe für 116 Yards. Zudem wurde er als Kick Returner eingesetzt. Gainwell gewann mit den Eagles den Super Bowl LIX mit 40:22 gegen die Kansas City Chiefs.
Im März 2025 unterschrieb Gainwell einen Einjahresvertrag bei den Pittsburgh Steelers.

### NFL-Statistiken
| Saison                             | Team  | Spiele | Spiele | Rushing | Rushing | Rushing | Rushing | Rushing | Receiving | Receiving | Receiving | Receiving | Receiving | Fumbles | Fumbles |
| Saison                             | Team  | GP     | GS     | Att     | Yds     | Avg     | Lng     | TD      | Rec       | Yds       | Avg       | Lng       | TD        | Fum     | Lost    |
| ---------------------------------- | ----- | ------ | ------ | ------- | ------- | ------- | ------- | ------- | --------- | --------- | --------- | --------- | --------- | ------- | ------- |
| 2021                               | PHI   | 16     | 1      | 68      | 291     | 4,3     | 18      | 5       | 33        | 253       | 7,7       | 19        | 1         | 2       | 1       |
| 2022                               | PHI   | 17     | 0      | 53      | 240     | 4,5     | 13      | 4       | 23        | 169       | 7,3       | 20        | 0         | 0       | 0       |
| 2023                               | PHI   | 16     | 2      | 84      | 364     | 4,3     | 32      | 2       | 30        | 183       | 6,1       | 19        | 0         | 3       | 1       |
| 2024                               | PHI   | 17     | 1      | 75      | 290     | 3,9     | 20      | 1       | 16        | 116       | 7,3       | 16        | 0         | 0       | 0       |
| Total                              | Total | 66     | 4      | 280     | 1185    | 4,2     | 32      | 12      | 102       | 721       | 7,1       | 20        | 1         | 5       | 2       |
| Quelle: pro-football-reference.com |       |        |        |         |         |         |         |         |           |           |           |           |           |         |         |

## Persönliches
Gainwells Cousin Fletcher Cox spielte als Defensive Tackle zwölf Jahre lang ebenfalls für die Philadelphia Eagles.